# Eurycea spelaea
Eurycea spelaea är en groddjursart som först beskrevs av Leonhard Hess Stejneger 1892.  Eurycea spelaea ingår i släktet Eurycea och familjen lunglösa salamandrar. IUCN kategoriserar arten globalt som livskraftig. Inga underarter finns listade i Catalogue of Life.